# Site du pont de l'Escuriza
Le site du pont de l'Escuriza est un site paléontologique d'empreintes (ichnites) de dinosaures, classé patrimoine géologique. Il est situé près d'un pont sur l'Escuriza, dans la commune d'Ariño (province de Teruel, Aragon, Espagne),. Il a été classé bien d'intérêt culturel (cote RI-54-0000161) en 2003. Il fait partie du parc culturel de la rivière Martín.

## Description

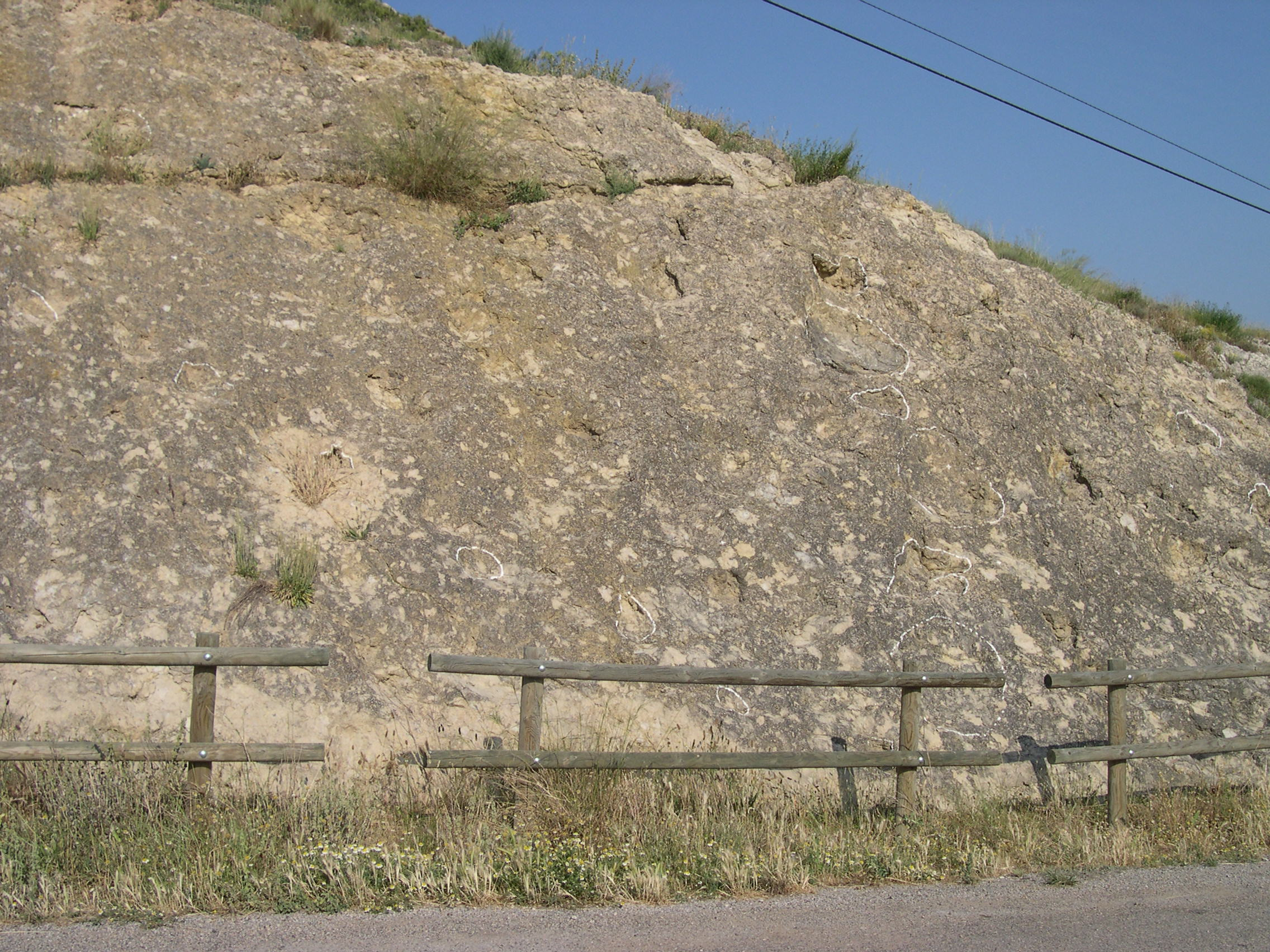
Le site paléontologique.

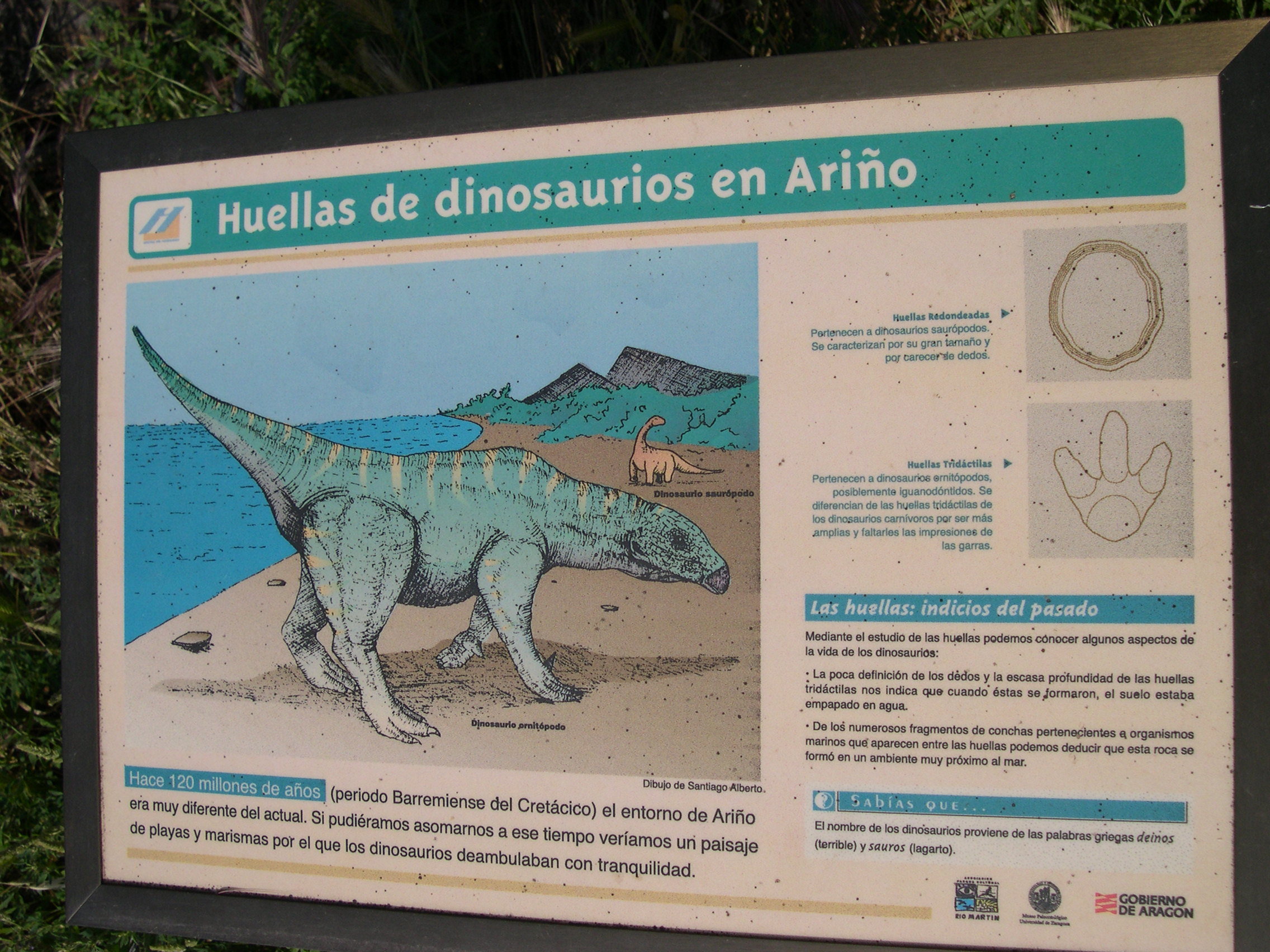
Panneau d'information.

Le site d'ichnites de dinosaures, sur la route reliant Ariño et Oliete, date du Barrémien supérieur, le 4e étage du Crétacé inférieur. Il se situe à la base de la formation Alacón (en), l'une des unités géologiques déposées dans le système ibérique, entre la formation El Castellar (en) plus ancienne et la formation Camarillas (en) plus récente. C'est une étape marine, à la fin de laquelle plusieurs des sites paléontologiques de la province de Teruel se sont formés.
Le site est un cas significatif de bioturbation due aux dinosaures (dinoturbation), où leurs empreintes sur des sédiments aquatiques peu profonds ont produit les traces conservées jusqu'à ce jour. Le dépôt ultérieur d'une couche sédimentaire a protégé les empreintes de l'érosion.
On a identifié 61 empreintes différentes, dont celles d'Iguanodontidés (herbivores du sous-ordre des Ornithopodes) et de Sauropodes, parmi lesquelles celles laissées par leurs membres antérieurs et postérieurs se distinguent en raison des différences dans la répartition de leur poids.

## Muséographie
Le site peut être visité. Tout près se trouve le Centre d'art rupestre - Antonio Beltrán du parc culturel de la rivière Martín, où de plus amples informations peuvent être obtenues.

## Galerie

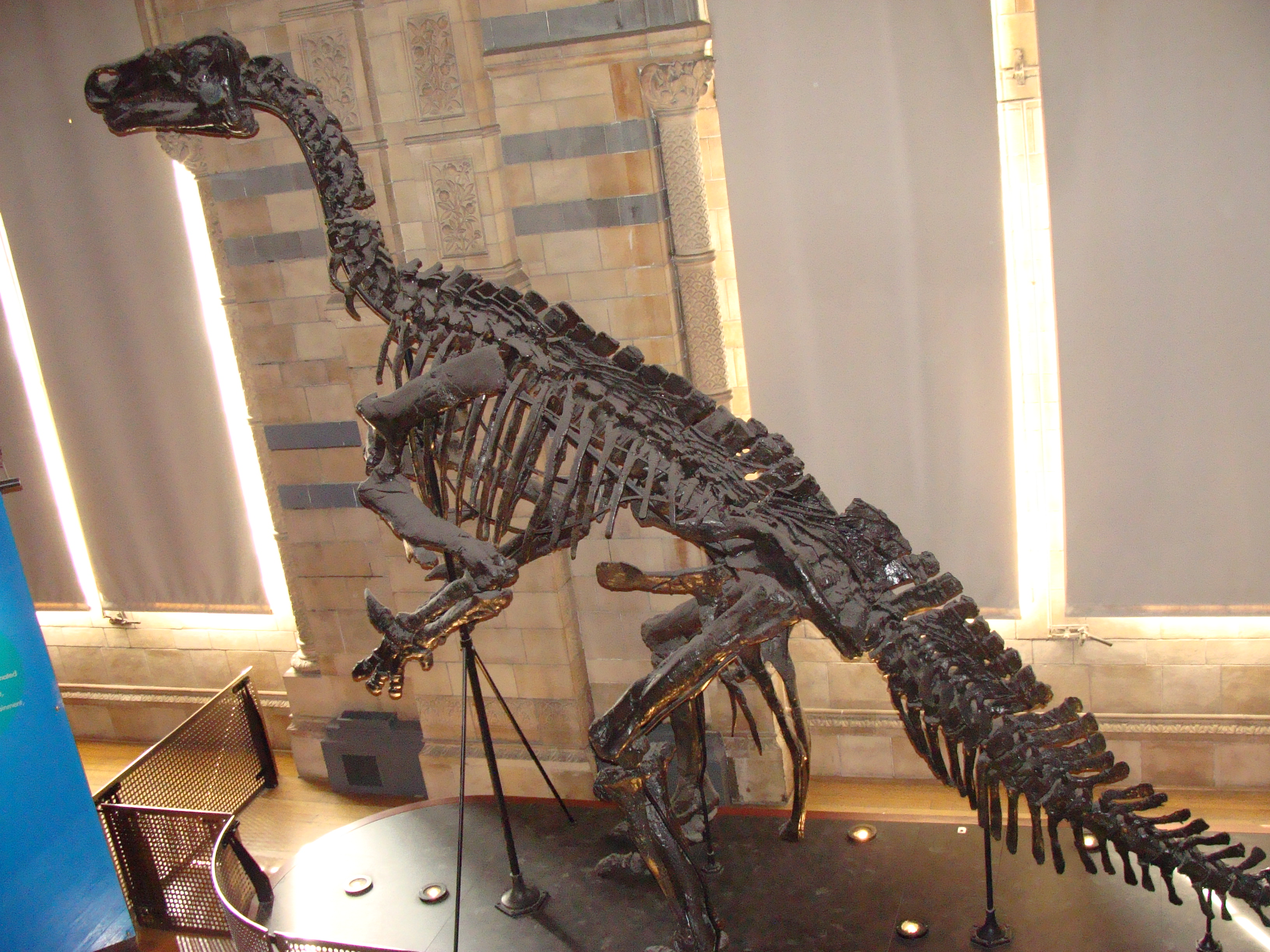
Ignanodontidae
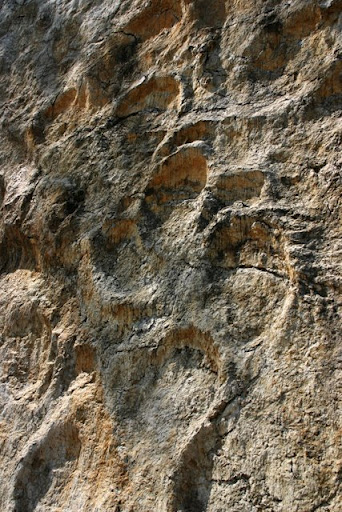
Empreintes de Sauropodes.
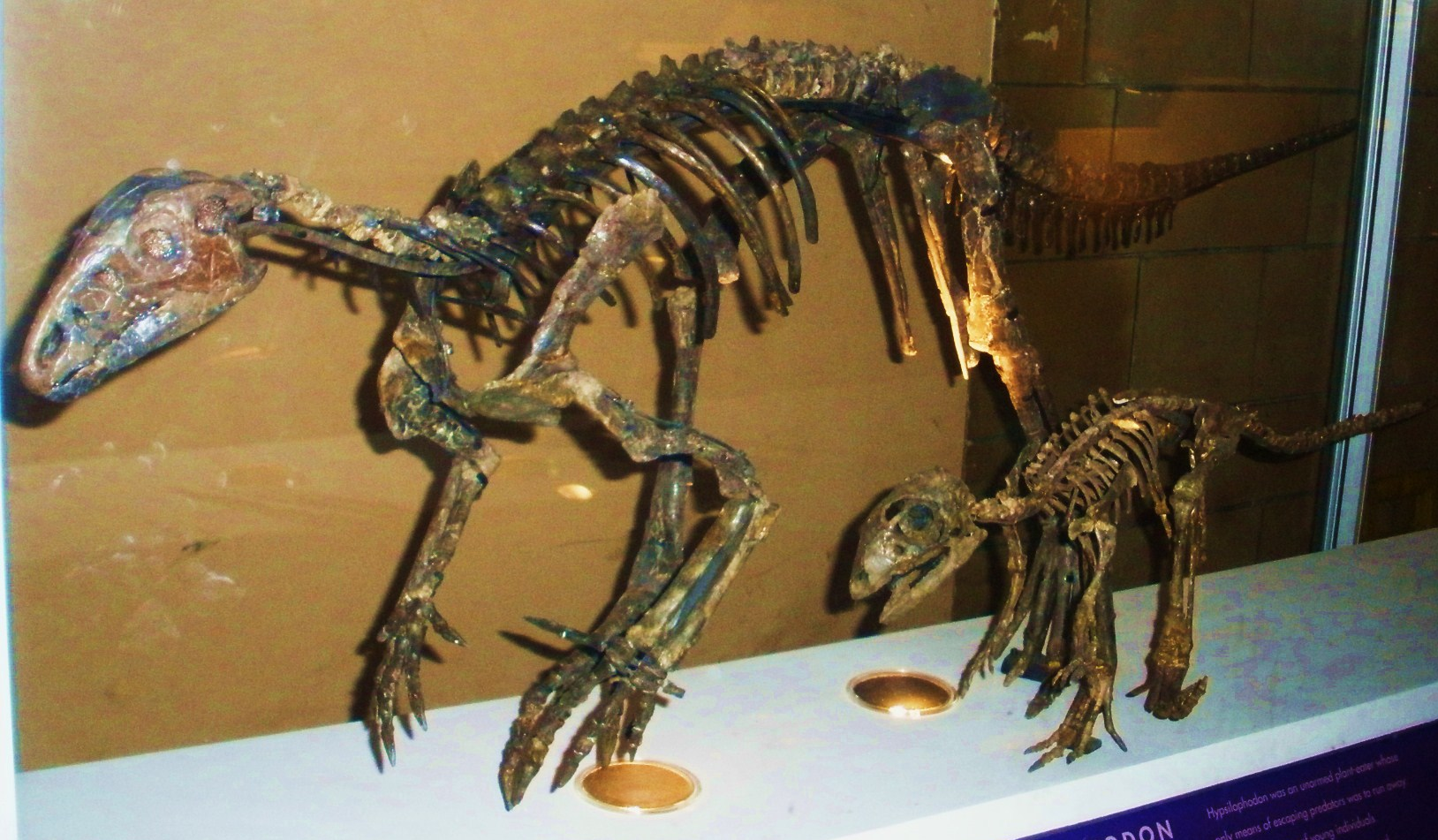
Ornithopoda